# Duncan Hunter
Duncan Hunter (* 31. května 1948) je americký republikánský politik, který mezi lety 1981 až 2009 reprezentoval Kalifornii (konkrétně 42., 45. a 52. okrsek) ve Sněmovně reprezentantů. Hunter byl jedním z neúspěšných kandidátů na nominaci za Republikánskou stranu pro prezidentské volby v roce 2008. Svou kampaň ukončil v lednu 2008 po stranickém volebním shromáždění v Nevadě (v pořadí paté hlasování po Iowě, New Hampshiru, Wyomingu a Michiganu), když nezískal větší podporu ani v jednom z nich.
Mezi lety 2009 až 2020 reprezentoval Kalifornii ve Sněmovně jeho syn Duncan.